# أنطودون
الأنطودون (التسمية الثنائية:†Anthodon) هو جنس منقرض من البارياصورات نظيرة الزواحف من فترة العصر البرمي في جنوب إفريقيا وتنزانيا.

## التاريخ
اعتقد ريتشارد أوين، الذي وصف الأنطودون، أنه كان ديناصوراً لأن مادة جمجمة الديناصورات من العصر الطباشيري المبكر أصبحت مرتبطة بالمواد من العصر البرمي. تم فصل مادة الديناصورات في وقت لاحق بواسطة روبرت بروم في عام 1912 وتمت إعادة تسميتها على شاكلة البرانطودون (أو نظير الأنطودون) من الستيغوصورات من قبل فرانز نوبكسا في عام 1929.